# 라르스 마그누스 에릭슨

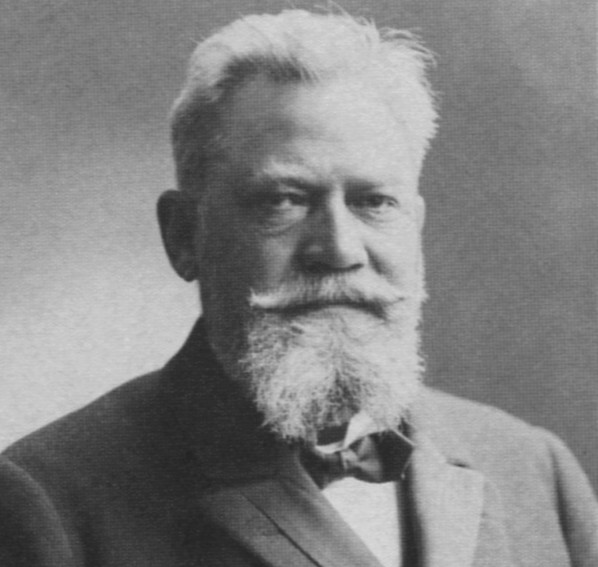

라르스 마그누스 에릭슨(Lars Magnus Ericsson, 1846년 5월 5일 – 1926년 12월 17일)은 스웨덴의 발명가, 기업가이자 스웨덴의 통신 장비 제조사인 에릭슨의 창립자이다.(Telefonaktiebolaget LM Ericsson와 통합되었음.)

## 같이 보기
- 시몬 예르츠